# Iso-Haikara
Iso-Haikara är en sjö i kommunen Orivesi i landskapet Birkaland i Finland. Sjön ligger 161,6 meter över havet. Arean är 65 hektar och strandlinjen är 9,22 kilometer lång. Sjön  ingår i Kumo älvs huvudavrinningsområde.   Den ligger omkring 39 km nordöst om Tammerfors och omkring 180 km norr om Helsingfors. 